# Uriangato (kommun)
Uriangato är en kommun i Mexiko.   Den ligger i delstaten Guanajuato, i den centrala delen av landet, 230 km väster om huvudstaden Mexico City.
Följande samhällen finns i Uriangato:
- Uriangato
- El Derramadero
- Las Misiones
- Colonia Juárez
- Los Portalitos
- La Mesa
- El Aguacate
- Lagunilla del Rico
- Huahuemba
- Lagunilla del Encinal
- Los Rodríguez